# 波多野秀行
波多野 秀行（はたの ひでゆき、1967年 - ）は、日本の漫画家。京都府舞鶴市出身。早稲田大学第二文学部卒業。芳文社「まんがタイムラブリー」でデビュー。
当時は丸い絵柄のショートコミックを中心に描いていた。その後、絵柄を変え、2001年に小学館「ビッグコミックスピリッツ」のミレニアム大賞で入賞。青年誌や一般誌に作品を載せている。代表作『ロープボール』（小学館）。

## 作品リスト
- ごくらく梵天丸
- 気分はみなみ風
- 痛快OLたまて箱
- ロープボール
- 独立記念日
- そして中国の崩壊が始まる（原作：井沢元彦）
- ビーンボール（ストーリー構成：市田実）
- マンガで読むワイス博士の物語 ソウルメイト－愛こそが真実 (2018年、原作：ブライアン・L・ワイス) 静林書店